# Selac
Selac este un sat din comuna Pljevlja, Muntenegru. Conform datelor de la recensământul din 2003, localitatea are 22 de locuitori (la recensământul din 1991 erau 34 de locuitori).

## Demografie
În satul Selac locuiesc 21 de persoane adulte, iar vârsta medie a populației este de 55,7 de ani (51,8 la bărbați și 58,9 la femei). În localitate sunt 10 gospodării, iar numărul mediu de membri în gospodărie este de 2,20.
Populația localității este foarte eterogenă.
|  |

| Demografie | Demografie | Demografie |
| An         | Locuitori  | Locuitori  |
| ---------- | ---------- | ---------- |
|            |            |            |
|            |            |            |
|            |            |            |
|            |            |            |
| 1948       | 95         |            |
| 1953       | 128        |            |
| 1961       | 108        |            |
| 1971       | 90         |            |
| 1981       | 63         |            |
| 1991       | 34         | 34         |
| 2003       | 22         | 22         |

| \| Componența etnică conform recensământului din 2003[2] \| Componența etnică conform recensământului din 2003[2] \| Componența etnică conform recensământului din 2003[2] \| Componența etnică conform recensământului din 2003[2] \| Componența etnică conform recensământului din 2003[2] \| \| ----------------------------------------------------- \| ----------------------------------------------------- \| ----------------------------------------------------- \| ----------------------------------------------------- \| ----------------------------------------------------- \| \| \| \| \| \| \| \| Sârbi \| Sârbi \| \| 12 \| 54,54% \| \| Muntenegreni \| Muntenegreni \| \| 10 \| 45,45% \| \| necunoscută \| necunoscută \| \| 0 \| 0% \| |              |  |    |        |
| Componența etnică conform recensământului din 2003 |              |  |    |        |
| |              |  |    |        |
| Sârbi | Sârbi        |  | 12 | 54,54% |
| Muntenegreni | Muntenegreni |  | 10 | 45,45% |
| necunoscută | necunoscută  |  | 0  | 0%     |